# Cherchez la femme
«Cherchez la femme» ([ʃɛʁʃe la fam]) es una expresión francesa que significa literalmente "busca a la mujer". La implicación es que si un hombre se comporta de forma inusual o de una manera inexplicable, es porque está tratando de encubrir una relación con una mujer, o tratando de impresionar o ganar el favor de una mujer.
La expresión proviene de la novela de 1854 Los mohicanos de París, de Alexandre Dumas (padre). La primera vez que se usa la frase en la novela se lee:

Cherchez la femme, pardieu! cherchez la femme!

La frase se repite varias veces en la novela. Dumas también utiliza la frase en su adaptación teatral de 1864, que dice:

Il y a une femme dans toutes les affaires; aussitôt qu'on me fait un rapport, je dis: «Cherchez la femme!»

Traducido al español sería:

Hay una mujer en todos los casos, tan pronto como me traen un informe, digo: ¡Busca a la mujer!

La frase representa un cliché de la literatura pulp detectivesca: no importa cuál sea el problema, una mujer es a menudo la causa del mismo. La frase ha llegado a usarse para referirse a explicaciones que automáticamente resultan tener una misma raíz común, sin importar las características específicas del problema.